# Castello di Oria
Das Castello di Oria ist eine Stadtburg in der Stadt Oria in der italienischen Region Apulien. Sie liegt auf dem Colle del Vaglio, am höchsten Punkt der Stadt, auf etwa 166 Meter Seehöhe in einer seit Urzeiten bewohnten Gegend. So stand auf diesem Gelände die messapische Akropolis, die vermutlich um das 6. Jahrhundert v. Chr. mit einer Mauer umgeben wurde und man teilweise noch einige Hundert Meter weiter unten auf dem Platz der Kathedrale sehen kann.

## Geschichte

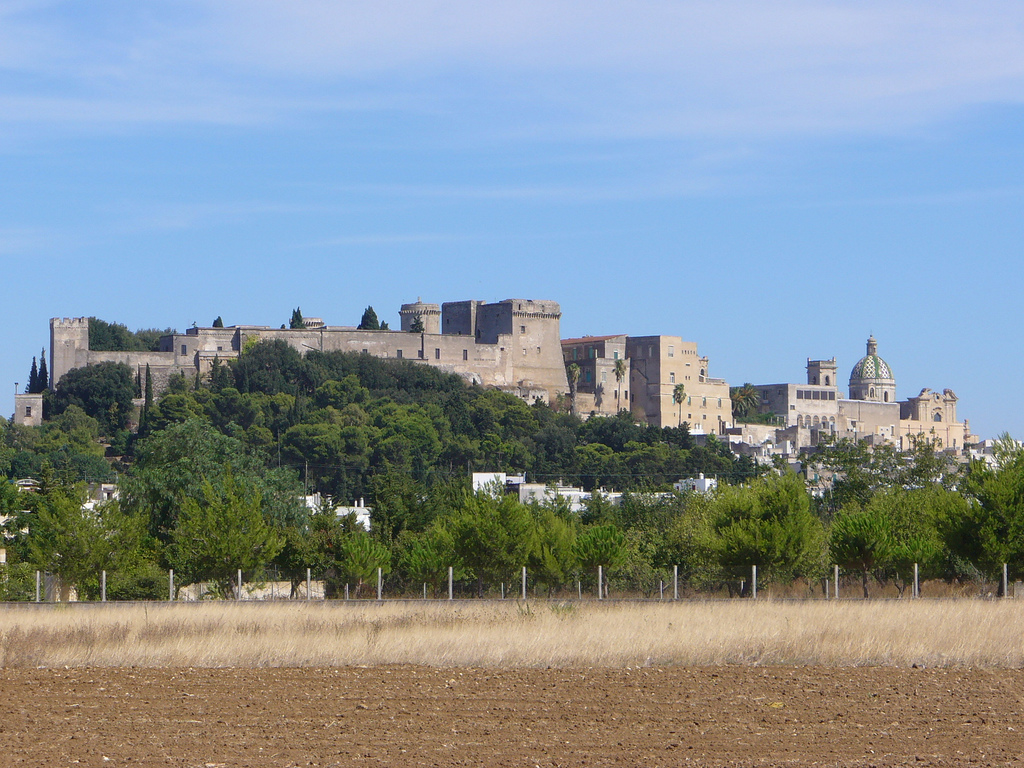
Blick auf die Stadt Oria mit der Burg (links)

Das Castello di Oria ist ein Nationaldenkmal. Wenn man die strategische Bedeutung des Gebietes Oria betrachtet, das oft die byzantinischen Gebiete von denen der Goten mit unterschiedlicher Schattierung der Herrschaft trennte, so muss man auch ohne archäologische Beweise die Existenz eines ersten, befestigten Kerns der Burg bereits im Hochmittelalter annehmen. In der Folge, also im 11. Jahrhundert, muss es irgendeine Form von Verteidigung und Kontrolle der Siedlung und des zugehörigen Territoriums, durchgeführt von den Normannen, den Lehensherren der Stadt, gegeben haben. Vermutlich kann einem solchen ersten Kern des Castello di Oria ein großer Turm mit quadratischem Grundriss zugeordnet werden, der später teilweise in die Anlagen späterer Epochen integriert wurde. Zahlreichen Veränderungen wurde das Herrenhaus in der Ära Friedrichs II. (1225–1233) unterzogen, und zwar an der Stelle, die im Allgemeinen „Castello svevo“ (dt.: staufische Burg) genannt wird. Einige örtliche Quellen vermuten, dass besagter „Stupor mundi“ (dt.: Staunen der Welt = Kaiser Friedrich II.) die Burg bauen ließ, man denkt aber, dass es eher realistisch ist, dass er sie erweitern und nach den modernen Bedürfnissen einer Adelsresidenz umbauen ließ. Wir wissen in der Tat, dass in der Burg anlässlich der Hochzeit Friedrichs II. mit Isabella II. viele Ehrengäste untergebracht waren. Weitere wichtige Veränderungen wurden in der Zeit des Hauses Anjou durchgeführt, darunter der Bau der zylindrischen Türme namens „del Salto“ und „del Cavaliere“. Der ursprünglich normannisch-staufische Bergfried wurde entscheidend angepasst, wie in der Tat die ganze Anlage, auch im Laufe des 15. und 16. Jahrhunderts an die neuen Verteidigungsbedürfnisse, die aus der Einführung der Feuerwaffen entstanden, indem man zahlreiche Kanonenstände an Stellen einbaute, die heute noch zu sehen sind. Schließlich wurden im 19. und 20. Jahrhundert an der Burg Integrations-, Restaurierungs- und Umbauarbeiten durchgeführt: Im Laufe des Jahres 1897 wurde die Burg durch einen Wirbelsturm verwüstet, der über die Stadt Oria hereinbrach.
Zahlreiche Male musste die Burg Belagerungen widerstehen, darunter der von Manfred von Sizilien, oder auch den Angriffen von Jacopo Caldora (1433) und Pietro de Paz (1504), bei denen die Burg nicht eingenommen wurde. In der Burg weilten außer den Gästen bei der Hochzeit von Friedrich II. auch die Königin Maria d’Enghien (1407), ihr Gatte Ladislaus von Neapel (1414), die Prinzessin Isabella di Chiaromonte und der König Ferdinand I. von Neapel (1447). Ein sehr wichtiges Ereignis für die Zeit war der Aufbruch von Alfons II. von Neapel von Oria aus zur Befreiung von Otranto von den Türken 1480. Auch in jüngerer Zeit war das Castello di Oria Ziel italienischer und ausländischer Persönlichkeiten und Gelehrter, wie Marie José von Belgien, Margaret, Countess of Snowdon, des Kardinals Eugène Tisserant, von Prinzen des Hauses Habsburg, Theodor Mommsen, Paul Bourget und Ferdinand Gregorovius.
Am 15. Dezember 1933 stellte die Stadt Oria die Burg der Familie Martini Carissimo zur Verfügung und erhielt dafür im Tausch den Palazzo Martini, der später zum Sitz der Stadtverwaltung umgebaut wurde. Die Martini Carissimos beauftragten den Architekten Ceschi mit der Restaurierung der Burg. In Anbetracht der von der Familie Martini Carissimo unternommenen Anstrengungen wollte der König von Italien, Viktor Emanuel III., der Familie den Titel „Conti di Castel d’Oria“ verleihen.

### Heute
Am 2. Juli 2007 kaufte die Gesellschaft Borgo Ducale s.r.l. des Ehepaars Romanin die Burg. Die beiden haben umfangreiche Erhaltungs- und Restaurierungsarbeiten daran durchführen lassen. Diese Arbeiten wurden einer Prüfung durch den Magistrat der Stadt unterzogen, die dann kleine Änderungen an dem Konzept auferlegte.

## Beschreibung

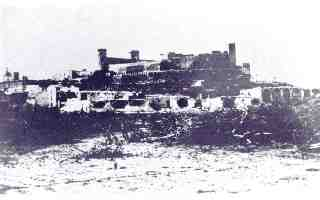
Ansicht des Castello di Oria nach dem furchtbaren Wirbelsturm 1897

### Anlage
Die Burganlage hat die Form eines gleichschenkligen Dreiecks, dessen Spitze mit dem „Dello Sperone“ genannten Turm nach Norden zeigt. Darüber hinaus gibt es dort den Bergfried (vermutlich aus normannisch-staufischer Zeit) und zwei weitere, zylindrische Türme namens „Del Salto“ und „Del Cavaliere“.

### Der quadratische Turm
Der Turm am nördlichsten Punkt der Anlage wird „Dello Sperone“ genannt und stammt vermutlich aus staufischer Zeit, mithin aus dem 12.–13. Jahrhundert. Seine hohe und hochfliegende Form wurde teilweise war besonders an die Verteidigung mit Pfeil und Bogen angepasst; in der Tat gibt es an der Fassade dieses Turms etliche Öffnungen, die von den Verteidigern genutzt wurden. Dieser Turm war ein Teil „Vorverteidigung“ der Burg, obwohl diese Seite der Burg bereits natürlichen Schutz durch den steilen Hügel besaß. Im Unterschied zur gegenüberliegenden Seite ist die Verteidigung zum Stadtzentrum hin viel besser organisiert. Der Turm ist mit kleinen Konsolen und guelfischen Zinnen bestückt.

### Der Bergfried
Im südlichen Teil der Anlage steht der Bergfried oder Donjon, der vermutlich aus normannischer Zeit stammt, die ihre Bestätigung in der angelsächsischen und normannischen Welt fand. Das normannische Bauwerk aber stellt nur einen Beginn dessen dar, an dem im Laufe der Jahrhunderte von der staufischen Zeit bis zum Spätmittelalter zahlreiche Änderungen durchgeführt wurden. Das Fundament dieses beeindruckenden Turmes wurde angeschrägt, um von oben besser zu verteidigen und von unten nicht anzugreifen zu sein, wenn keine Artillerie eingesetzt wurde. In der Tat exponiert diese Anschrägung mögliche Bogen- oder Armbrustschützen eher den Schüssen der Belagerten. Für diese Art von angeschrägtem Turm findet man zahlreiche Entsprechungen, auch auf dem Salento, wie z. B. die Burgen von Mesagne und Galatone, um nur zwei zu nennen. Auch der Bergfried ist mit Konsolen versehen. Die Anlage aus dem späten 15. Jahrhundert wurde später mit Mitteln zur Verteidigung und zum Angriff mit Feuerwaffen ausgerüstet. Vermutlich stellt dieser Kern der Burg den ersten Kern des Castello di Oria dar, an den in der Folge die gesamte Verteidigungsanlage angebaut wurde, in diesem ersten Fall, wie später in anderen Fällen: Castello di Lecce, Castello di Copertino, Castello di Fulcignano, Castello di Mesagne etc. Der Turm muss ein einzigartiges, isoliertes Verteidigungsbauwerk gewesen sein, in das man nur über eine Zugbrücke gelangte. Eine Spur davon könnte eine heute zugemauerte Tür sein, an der vielleicht früher der ursprüngliche Eingang lag. Das Innere des Turms ist durch eine Mauer geteilt, die zwei separate Räume mit Rundbögen entstehen lässt. An den Wänden sieht man noch die Löcher für das Gerüst, das für den Bau der Burg aufgebaut wurde, und Reste eines Umgangs, die auf die Existenz eines zweiten Obergeschosses hinweisen, das später offensichtlich abgerissen wurde.

### Die Rundtürme
Die beiden Rundtürme sind vermutlich der Zeit des Hauses Anjou zuzurechnen, wofür es Bezüge im gesamten Süditalien gibt. Beide sind mit Konsolen versehen, die vermutlich einen Wehrgang (vielleicht aus Holz und daher heute verschwunden) trugen, und sind durch einen engen Gang miteinander verbunden, dessen Fundament angeschrägt ist. Oben auf den Türmen gibt es Stände, auf denen im Spätmittelalter schwere Artillerie angebracht wurde. Auf einem dieser Türme ist das kaiserliche Familienwappen angebracht. Die beiden Türme unterstreichen, dass der südliche Teil der Burganlage viel besser als der Rest der „Festung“ verteidigt war, weil dies der verletzlichste Punkt war (weil der Hügel dort nicht so steil war), der auch noch mehr den Angriffen ausgesetzt war, weil er sich in direkterem Kontakt mit dem Stadtzentrum befand. Eine Legende begleitet den sogenannten „Torre del Salto“, der so benannt wurde, weil eine Dame wegen einer unerwünschten Liebeswerbung und des nachfolgenden Zwangs zur Heirat beschloss, sich von dem Turm zu stürzen und sich so das Leben zu nehmen. Eine populäre Sage erzählt, dass diese Burgbewohnerin in einigen Nächten hinter den Fenstern des Herrenhauses zu sehen sei. Der andere Rundturm erhielt seinen Namen aus architektonischen Gründen, weil Rundtürme, die mit einer Mauer verschmolzen sind, „Cavallieri“ (dt.: Reiter) genannt werden.

### Die Piazza d’Armi
Die gesamte Anlage entstand um einen Innenhof in Form eines gleichschenkligen Dreiecks herum. Auf dieser Piazza d’Armi konnten sich vermutlich 3000–5000 Männer in Waffen versammeln. Darüber hinaus kann man von diesem Hof aus zu Füßen des Torre del Salto (im Südosten) in die Krypta der Heiligen Chrysanthus und Daria gelangen. Der Eingang ist durch Säulen gesäumt, die vielleicht zu einer einst dort liegenden, alten, byzantinischen Kirche gehört haben, von der eine Erinnerung in den Bögen an der südlichen Burgmauer blieb, die bei kürzlichen Restaurierungsarbeiten wieder ans Licht kamen und bis dahin durch imposante Efeupflanzen verborgen waren. Im Innenhof kann man heute den Eingang zu einem unterirdischen Gang sehen, der (normalerweise nicht sichtbar) „benutzt wurde, um von der Burg und der Stadt aus im Falle einer Belagerung zu fliehen. Man denkt, dass dieser Tunnel (der heute unterbrochen ist) etliche Kilometer unterirdisch verlief und – wie eine Sage der Stadt berichtet – bis ins etwa 35 Kilometer entfernte Brindisi führte – hier übertreibt die Sage klar. Sicherlich aber endete der Tunnel außerhalb der Mauern.“

### Die Krypta
Im Jahre 1822 ans Licht gebracht, wird die Krypta historisch dem Willen des Bischofs Teodosius (ca. 850–895) zugeschrieben, die Reliquien der Heiligen Chrysanthus und Daria aufzunehmen, die dieser als Geschenk vom Papst Stephan V. erhielt. Eine Treppe, die sich zum Hof der staufischen Burg hin öffnet und in den Felsen gehauen ist, vermittelt den Eingang zu dem kleinen Gebäude. Es wurde im 13. Jahrhundert in einer Phase des Umbaus des Gebietes, auf dem sich die Konstruktion aus der Zeit Friedrichs II. erhebt, eingegraben. Wie weit sich die Krypta zu diesem Zeitpunkt erstreckte, ist nicht bekannt, da sie für den Bau der Mauer auf Höhe der vierten Glocke abgeschnitten wurde. In der Länge ist die in den Fels der Akropolis gehauene Kirche in der Tat fast vollständig aus Kalksteinblöcken (it.: Carparo) gebaut und mit einer einzelnen Apsis im Westen versehen. Die Anordnung der Apsis an der Westseite (typisch für heidnische Kirchen) unterstützt die Meinung weiterer Gelehrter, dass die Kirche in vorbyzantinischer Zeit entstanden sein muss; sie datieren sie sogar auf die messapische Zeit. Die Kuppeln stellen das älteste Beispiel einer solchen „Tholos“-Decke in der Region dar, wie sie später beim Trullo verbreitet war. Nichts von den früheren, einfachen Dekorationen und Fresken ist erhalten. Die Fresken, die man heute sehen kann und von denen nur eine mit der Jahreszahl 1636 in gutem Erhaltungszustand ist (man kann darauf das Bild von Christus auf dem Thron erkennen), stammen alle aus der Zeit nach dem 13. Jahrhundert.

### Der Torre del Salto
Der „Torre del Salto“ ist einer der beiden Türme aus der Zeit des Hauses Anjou, der am Eingang zur Burg erbaut wurde. Man nennt ihn „Del Salto“, weil eine Legende erzählt, dass sich die heranwachsende Braut in der Nacht der Vermählung mit einem Burgbewohner, der sehr viel älter war als sie, in diesen Turm einsperrte und sich von ihm herunterstürzte, anstatt den Rest ihres Lebens mit diesem Adligen zu verbringen. Das Innere dieses Turms ist, wie das des „Torre del Cavaliere“, im „Pantheonstil“, also mit einer Öffnung in der Mitte des Gewölbes, gehalten.

### Der Torre del Cavaliere
Der „Torre del Cavaliere“ ist dagegen derjenige Turm, in dem die Ritter sich bekleideten und bewaffneten. Dort findet man zahlreiche Kritzeleien von den Soldaten aus dem Zweiten Weltkrieg, die sich dorthin geflüchtet hatten.